# Liubka, Kotelva
Liubka (în ucraineană Любка) este un sat în comuna Derevkî din raionul Kotelva, regiunea Poltava, Ucraina.

## Demografie
Componența lingvistică a localității Liubka
     Ucraineană (93,83%)
     Rusă (4,94%)
Conform recensământului din 2001, majoritatea populației localității Liubka era vorbitoare de ucraineană (93,83%), existând în minoritate și vorbitori de rusă (4,94%).